# De Doelen
De Doelen är en konsertarena och ett kongresscenter i Rotterdam, Nederländerna. 
De Doelen byggdes ursprungligen 1934, men förstördes 1940 under andra världskriget. Den byggdes upp igen 1966, men har senare renoverats och byggts om.
De Doelen har en rad faciliteter, inkluderat Grote Zaal (en konsertsal med 2200 platser), två mindre hallar som  har plats till omkring 700 människor och konferensrum.